# خالدیه
الخالدیة (به عربی: الخالدية) یک منطقهٔ مسکونی در عراق است که در استان انبار واقع شده‌است.و جمعیت آن همگی از اهل سنت هستند.

## خصوصیات
الخالدیة ۴۰٬۰۰۰ نفر جمعیت دارد.